# Wadley (Alabama)
Wadley is een plaats (town) in de Amerikaanse staat Alabama, en valt bestuurlijk gezien onder Randolph County.

## Demografie
Bij de volkstelling in 2000 werd het aantal inwoners vastgesteld op 640.
In 2006 is het aantal inwoners door het United States Census Bureau geschat op 646, een stijging van 6 (0.9%).

## Geografie
Volgens het United States Census Bureau beslaat de plaats een oppervlakte van
3,8 km², waarvan 3,6 km² land en 0,2 km² water.

## Plaatsen in de nabije omgeving
De onderstaande figuur toont de plaatsen in een straal van 24 km rond Wadley.